# Кувшинов, Александр Кузьмич
Алекса́ндр Кузьми́ч Кувши́нов (1917—1942) — капитан Рабоче-крестьянской Красной Армии, участник Великой Отечественной войны, Герой Советского Союза (1942).

## Биография
Александр Кувшинов родился 20 августа 1917 года в деревне Кнутиха (ныне — Лежневский район Ивановской области). Детство провёл в городе Кохма, где окончил семь классов школы. Окончил три курса Плёсского сельскохозяйственного техникума. В августе 1936 года Кувшинов был призван на службу в Рабоче-крестьянскую Красную Армию. В 1938 году Александр окончил Ворошиловградскую военную авиационную школу лётчиков. С августа 1941 года — на фронтах Великой Отечественной войны.
К январю 1942 года старший лейтенант Александр Кувшинов совершил 62 боевых вылета, был представлен к ордену Ленина, однако награждён был орденом Красного Знамени. К июню 1942 года уже капитан Кувшинов командовал звеном 51-го дальнебомбардировочного авиаполка 52-й авиационной дивизии дальнего действия.
Указом Президиума Верховного Совета СССР «О присвоении звания Героя Советского Союза начальствующему составу Военно-воздушных сил Красной Армии» от 20 июня 1942 года за «образцовое выполнение боевых заданий командования на фронте борьбы с немецкими захватчиками и проявленные при этом отвагу и геройство» удостоен высокого звания Героя Советского Союза.
Орден Ленина и медаль «Золотая Звезда» Александр Кувшинов получить не успел, так как 26 июня 1942 года его экипаж Ил-4 (командир А.К. Кувшинов, штурман Иванов Е.Н., стрелок-радист Бражник Т.А.) не вернулся с боевого задания, Кувшинов считался пропавшим без вести. Согласно некоторым источникам, Кувшинов повторил «подвиг Гастелло» — направил свой подбитый самолёт на скопление вражеской техники возле переправы.

## Память
В городе Кохма в честь Героя названа улица. Его имя увековечено на мемориалах в городах Кохма и Иваново.